# Wanyan
Die Wanyan (chinesisch 完颜, Pinyin Wányán; Mandschu: ᠸᠠᠩᡤᡳᠶᠠᠨ Wanggiyan; Jurchen-Schrift: ) waren einer der Clans des Heishui-Mohe-Stammes, welcher im Einzugsgebiet des Heilong Jiang ansässig war. zur Zeit der Liao-Dynastie, die zu den Kitan gehörte. Unter den Heishui Mohe wurde der Clan von den Liao zu den "unzivilisierten Jurchen" (生女真) gerechnet, was darauf schließen lässt, dass sie nicht der direkten Macht des Kitan-Herrschers unterworfen waren. Die Heishui Mohe-Clans, die der Liao-Dynastie unterworfen waren, wurden im Gegensatz dazu als "zivilisierte Jurchen" (熟女真) bezeichnet.

## Herkunft
Die Herkunft des Clans ist unbekannt. Die „Geschichte der Jin“ (Jinshi, 金史) und die „Untersuchungen über die Herkunft der Mandschu“ (Manzhou yuanliu kao 滿洲源流考) überliefern, dass der Urahn des Clans, Hanpu, im Alter von 60 Jahren aus dem Königreich Goryeo ausgezogen sei.

## Geschichte

### Gründung der Jurchen-Jin-Dynastie

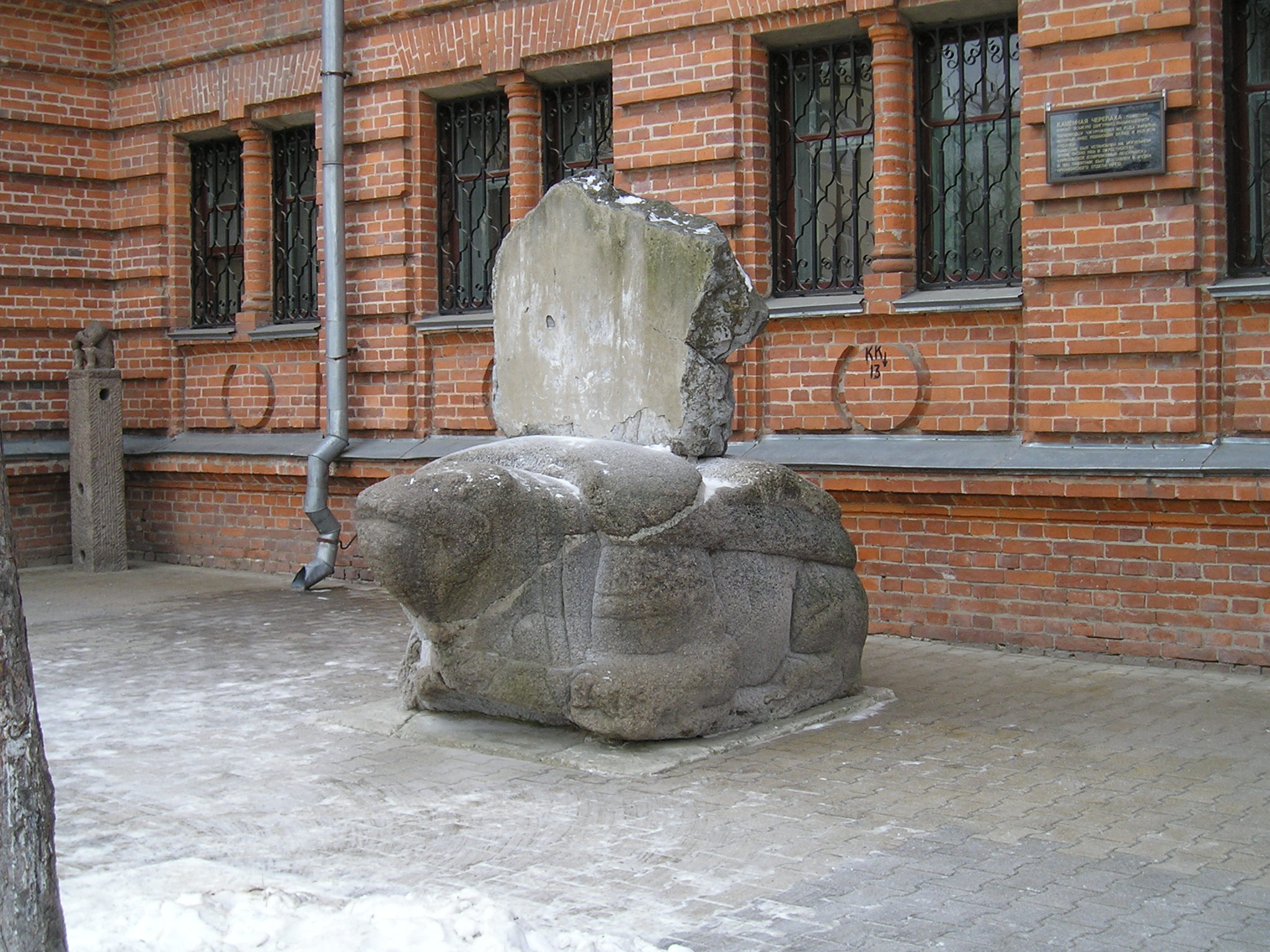
Ein Bixi-Stein vom Grab des Wanyan Asikui (阿思魁, ?–1136), eines der Generäle von Aguda, in der Nähe des heutigen Ussuriysk. Heute im Regional Museum Chabarowsk.

1115 n.C. gründete Wanyan Aguda, der Stammesfürst des Wanyan-Clans, die Jin-Dynastie. Noch vor seinem Tod 1123, zerstörte er die Liao-Dynastie. Zwei Jahre später marschierte sein Bruder Wanyan Wuqimai ins Gebiet der Song-Dynastie ein und eroberte den Norden Chinas in den Jin–Song-Kriegen. Danach assimilierten sich die Jurchen mit den Han-Chinesen. Unter anderem änderten sie den han-chinesischen Familiennamen „Wanyan“ in „Wang“.

### Ende der Dynastie
Die Jurchen-Jin-Dynastie wurde 1234 durch ein verbündetes mongolisches und han-chinesisches Heer unter Führung der Streitkräfte der Südlichen Song-Dynastie vernichtet. Nach dem Sieg erklärten sowohl Mongolen als auch Chinesen, dass Personen mit dem Familiennamen „Wanyan“ als Angehörige der königlichen Linie der Jin-Dynastie angesehen würden daher hingerichtet werden sollten. Daraufhin änderten viele Personen mit dem Namen „Wanyan“ ihren Namen oder flohen in abgelegene Gebiete.

### Gegenwart
Heute gibt es Personen mit dem Namen noch in Jingchuan, einem Ort in der chinesischen Provinz Gansu.

## Persönlichkeiten
- Hanpu
- Jin-Dynastie  金：
  - Taizu 太祖, Taizong 太宗, Shizong 世宗, Zhangzong 章宗, Xuanzong 宣宗, Aizong 哀宗
- Dongpeidian:
  - Wanyan Zonghan 完颜宗翰
- Xipeidian:
  - Wolu 斡鲁, Wanyan Zongwang 完颜宗望